# 印第安山 (加利福尼亞州)
印第安山（英語：Indian Hills）是位於美國加利福尼亞州卡拉韋拉斯縣的一個非建制地區。該地的面積和人口皆未知。

## 地理
印第安山的座標為38°10′25″N 120°22′39″W / 38.17361°N 120.37750°W，而該地的平均海拔高度為961米（即3153英尺）。